# Peter Schmalz
Peter Schmalz (Oshkosh (Wisconsin), 1947) is een Amerikaans componist, muziekpedagoog, dirigent en hoornist.

## Levensloop
Schmalz studeerde aan de Universiteit van Wisconsin in Oshkosh in Oshkosh (Wisconsin). Een bepaalde tijd was hij docent en assistent director of Bands aan de Michigan State University in East Lansing. Later wisselde hij aan de Oshkosh West High School als muziekleraar.
Als componist schreef hij werken voor harmonieorkest en kamermuziek.

## Composities

### Werken voor harmonieorkest
- Amaterasu, voor klarinet en harmonieorkest
- Caduceus, voor hoorn en harmonieorkest
- Dance of Briseis
- Didactica
- Feuerglocke, voor trompet en harmonieorkest
- Izanagi, voor dwarsfluit en harmonieorkest
- Labyrinth, voor hobo solo en harmonieorkest
- Mask of Agamemnon
- McFarland Ouverture
- The Mermaid’s Comb
- Sirens, voor blazerskwintet solo en harmonieorkest
- Song of Helen
- Three Gismos, suite

### Kamermuziek
- 1988 Processional and Recessional, voor hoorn en orgel
- Achaen Dances, voor vijf houtblazers
- Brass Trio, voor trompet, hoorn en trombone
- Elegy, voor fagot en piano
- Four Horsemen of The Peptic Apocalypse, voor klarinet, fagot en piano
- Scherzo, voor hoorn en piano

### Pedagogische werken
- 24 Etudes, voor hoorn

## Publicaties
- samen met Thomas L. Dvorak, Cynthia Crump Taggart: Best Music For Young Band : A Selective Guide To The Young Band/young Wind Ensemble Repertoire, 1st ed, Manhattan Beach Music, 2007, ISBN 0931329027